# Aspaticum
Se llamaba aspaticum a un lugar que había junto a las iglesias antiguas en el que el obispo acostumbraba a recibir a los peregrinos y en el que se les suministraba lo necesario.
Tenía también este lugar el nombre de salutatorium y lo había también en los monasterios de las vírgenes. Los griegos llaman a este tipo diaconum. 